# 広岡屋幸助
広岡屋 幸助（ひろおかや こうすけ、文政11年（1828年）‐大正7年（1918年）7月14日）は江戸時代から明治時代にかけての江戸の地本問屋。

## 来歴
広幸、菊寿堂、栄泉堂と号す。姓は広岡氏。安政6年（1859年）から明治年間にかけて江戸の住吉町清次郎店、後に南新堀2丁目定兵衛店、深川佐賀町忠兵衛地借、明治26年（1893年）には日本橋呉服町26番地において地本問屋を営業している。安政6年5月に地本草紙問屋に加入した。歌川芳房、落合芳幾、月岡芳年の錦絵を出版している。
大正7年7月14日、91歳で没した。

## 作品
- 歌川芳房 「見立十干之内 普請の木 此下猿吉郎」 大判 錦絵 万延1年（1860年）
- 落合芳幾 「国芳死絵」 大判 錦絵 文久1年（1861年）
- 落合芳幾 「時世粧年中行事之内 競細腰雪柳風呂」 大判3枚続 錦絵 明治1年（1868年）
- 月岡芳年 「城州伏見下鳥羽合戦之図」 大判3枚続 錦絵 明治7年（1874年）